# Leichtathletik-Europameisterschaften 1969/Kugelstoßen der Frauen

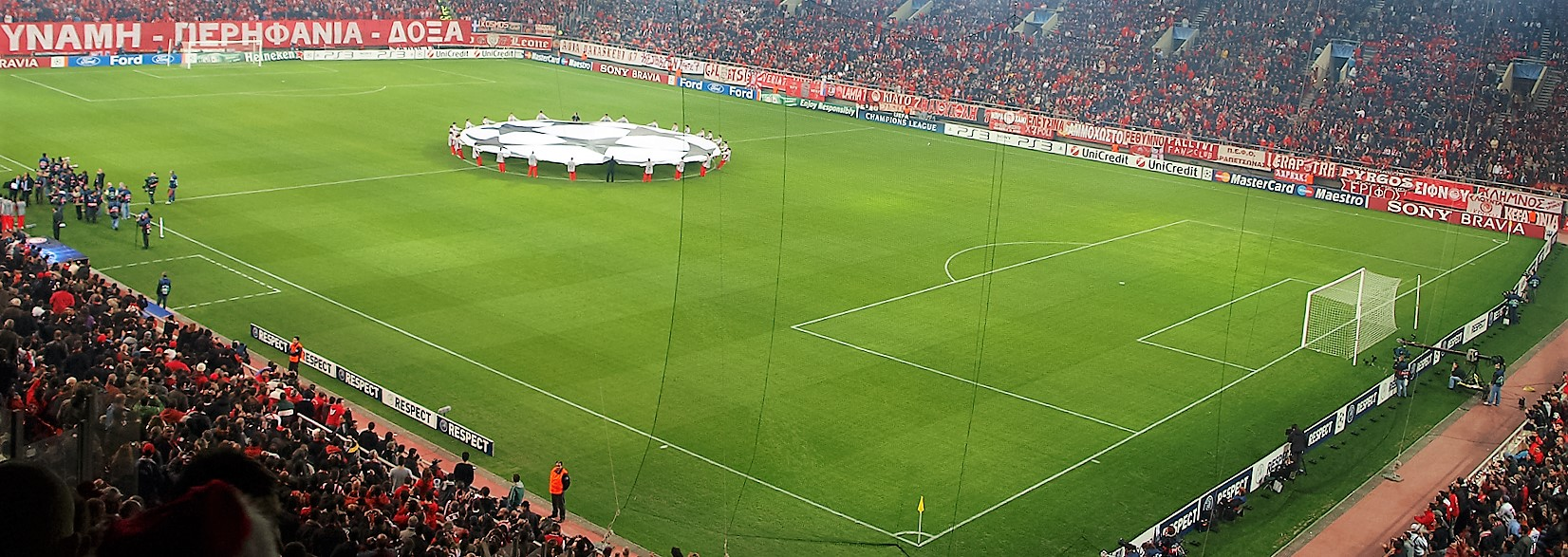
Das Karaiskakis-Stadion im Jahr 2009

Das Kugelstoßen der Frauen bei den Leichtathletik-Europameisterschaften 1969 wurde am 16. September 1969 im Athener Karaiskakis-Stadion ausgetragen.
In diesem Wettbewerb errangen die Athletinnen aus der DDR mit Silber und Bronze zwei Medaillen. Europameisterin wurde die sowjetische Titelverteidigerin und Olympiadritte von 1968 Nadeschda Tschischowa. Mit ihrer Siegesweite stellte sie einen neuen Weltrekord auf. Platz zwei belegte die Olympiasiegerin von 1968, EM-Zweite von 1966 und bisherige Weltrekordinhaberin Margitta Gummel. Bronze ging an die Olympiazweite von 1968 und EM-Dritte von 1966 Marita Lange. Damit blieben die Medaillen großer internationaler Meisterschaften seit 1966 bei denselben drei Athletinnen, nur die Reihenfolge untereinander änderte sich stets.

## Rekorde

### Bestehende Rekorde
| Weltrekord   | 20,10 m | Margitta Gummel | Ost-Berlin, DDR (heute Berlin, Deutschland) | 11. September 1969 |
| Europarekord | 20,10 m | Margitta Gummel | Ost-Berlin, DDR (heute Berlin, Deutschland) | 11. September 1969 |
| EM-Rekord    | 18,55 m | Tamara Press    | EM Belgrad, Jugoslawien                     | 12. September 1962 |

### Rekordegalisierungen / -verbesserungen
Die neue Europameisterin Nadeschda Tschischowa aus der Sowjetunion verbesserte den bestehenden EM-Rekord im Wettkampf am 16. September zweimal, diese beiden Weiten bedeuteten gleichzeitig auch Weltrekord. Darüber hinaus waren zwei neue Landesrekorde zu verzeichnen.
- Meisterschaftsrekorde:
  - 20,10 m (verbessert) – Nadeschda Tschischowa (Sowjetunion), erster Durchgang
  - 20,43 m (verbessert) – Nadeschda Tschischowa (Sowjetunion), sechster Durchgang
- Weltrekorde:
  - 20,10 m (egalisiert) – Nadeschda Tschischowa (Sowjetunion), erster Durchgang
  - 20,43 m (verbessert) – Nadeschda Tschischowa (Sowjetunion), sechster Durchgang
- Landesrekorde:
  - 18,04 m – Iwanka Christowa (Bulgarien)
  - 17,28 m – Els van Noorduyn (Niederlande)

## Durchführung
Bei nur elf Teilnehmerinnen verzichteten die Organisatoren auf die für den 16. September, 17:00 Uhr vorgesehene Qualifikation. So traten alle Athletinnen am Abend des 16. September gemeinsam zum Finale an.

## Finale
16. September 1969, 19.10 Uhr
| Platz | Name                  | Nation           | Weite (m) |
| ----- | --------------------- | ---------------- | --------- |
| 1     | Nadeschda Tschischowa | Sowjetunion      | 20,43 WR  |
| 2     | Margitta Gummel       | DDR              | 19,58     |
| 3     | Marita Lange          | DDR              | 18,56     |
| 4     | Iwanka Christowa      | Bulgarien        | 18,04 NR  |
| 5     | Renate Boy            | DDR              | 17,59     |
| 6     | Els van Noorduyn      | Niederlande      | 17,28 NR  |
| 7     | Irina Solonzowa       | Sowjetunion      | 17,25     |
| 8     | Galina Nekrassowa     | Sowjetunion      | 17,19     |
| 9     | Vladimíra Srbová      | Tschechoslowakei | 15,52     |
| 10    | Helena Fibingerová    | Tschechoslowakei | 15,22     |
| 11    | Brenda Bedford        | Großbritannien   | 14,14     |

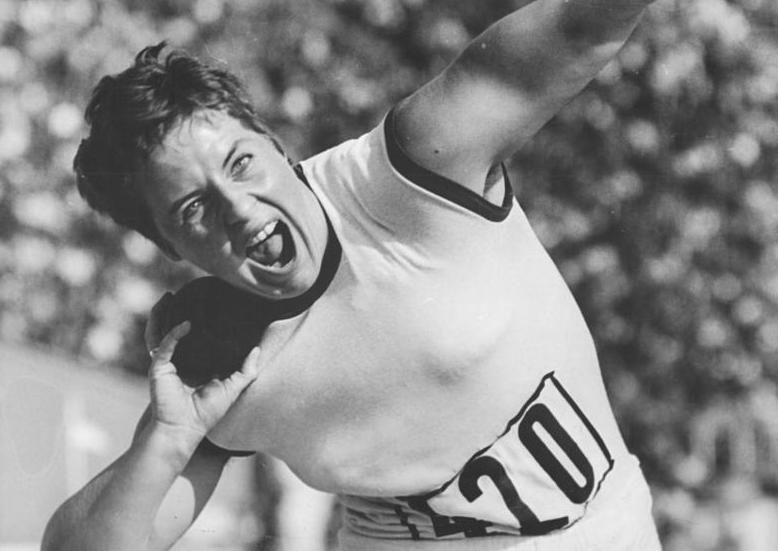
Vizeeuropameisterin Margitta Gummel – nach ihrem Olympiasieg 1968 verlor sie hier ihren Weltrekord wieder an Nadeschda Tschischowa

Die beiden erstplatzierten Athletinnen hatten folgende Versuchsserien:
- Nadeschda Tschischowa: 20,10 m WRe – 19,92 m – 17,78 m – 19,93 m – 20,03 m – 20,43 m WR
- Margitta Gummel: 19,00 m – 19,22 m – x – x – 19,58 m – 18,90 m

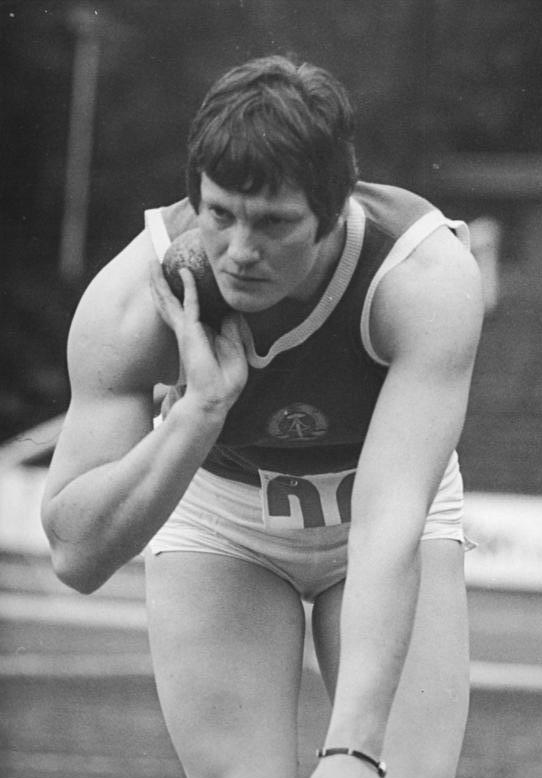
Die EM-Dritte von 1966 Marita Lange wiederholte hier diesen Erfolg, nachdem sie im Jahr zuvor Olympiazweite geworden war
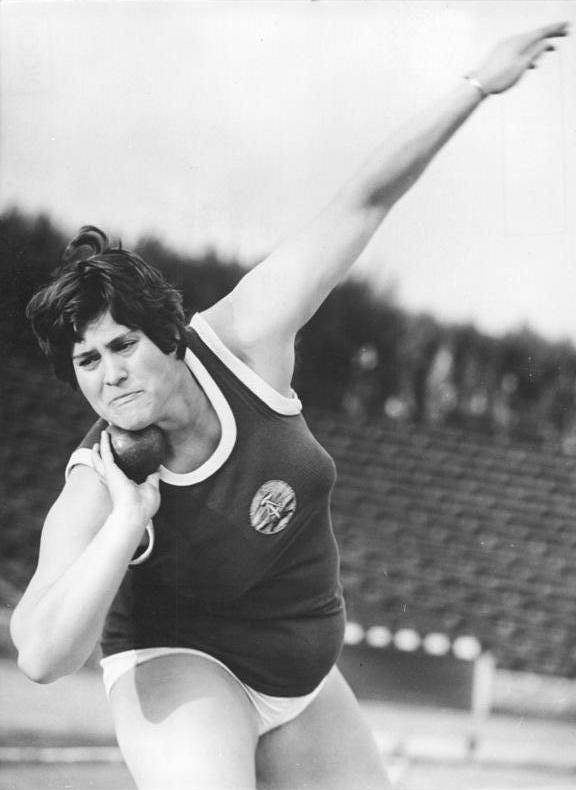
Renate Boy, frühere Renate Garisch, erreichte Platzn fünf
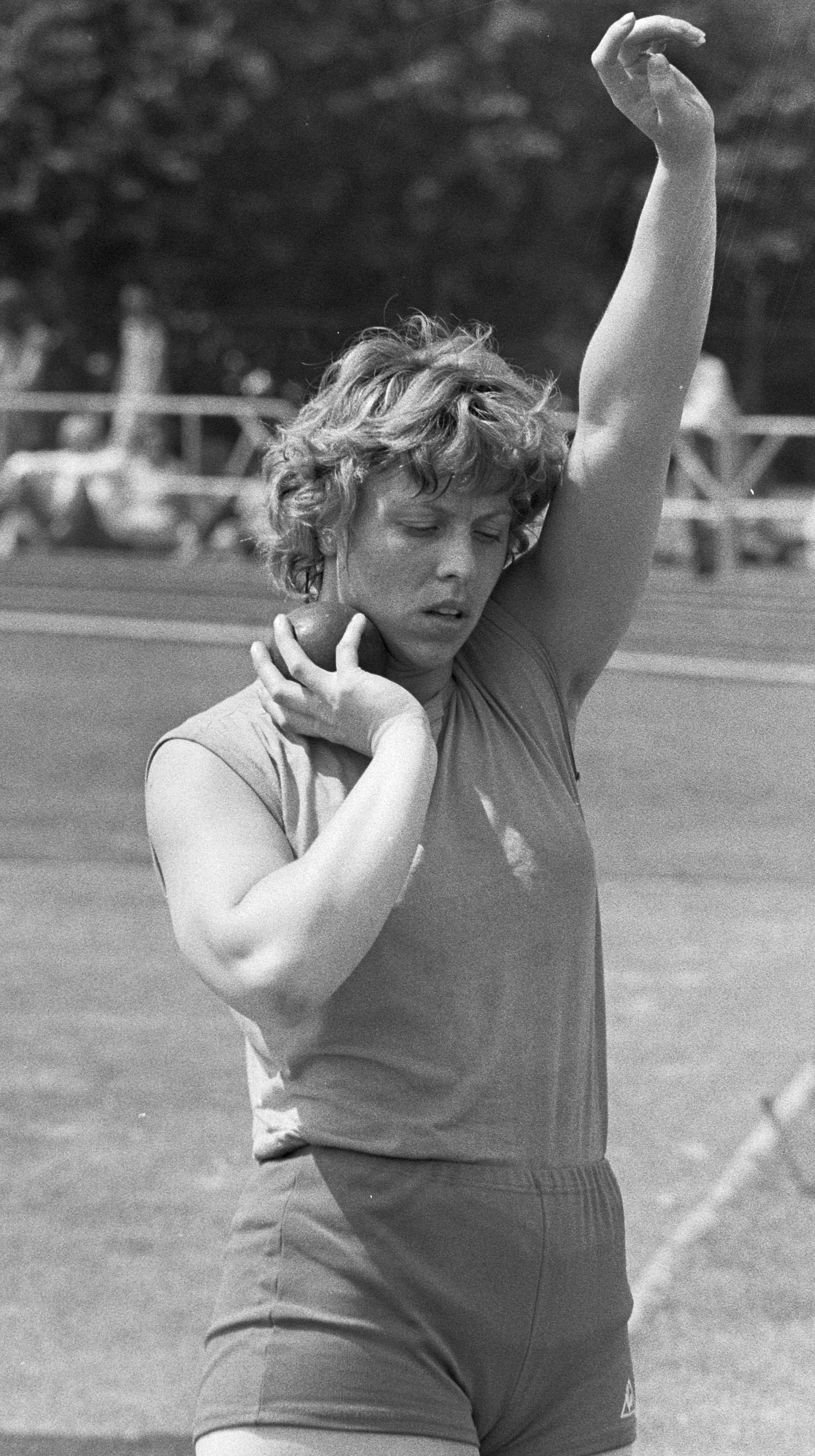
Els van Noorduyn belegte Rang sechs
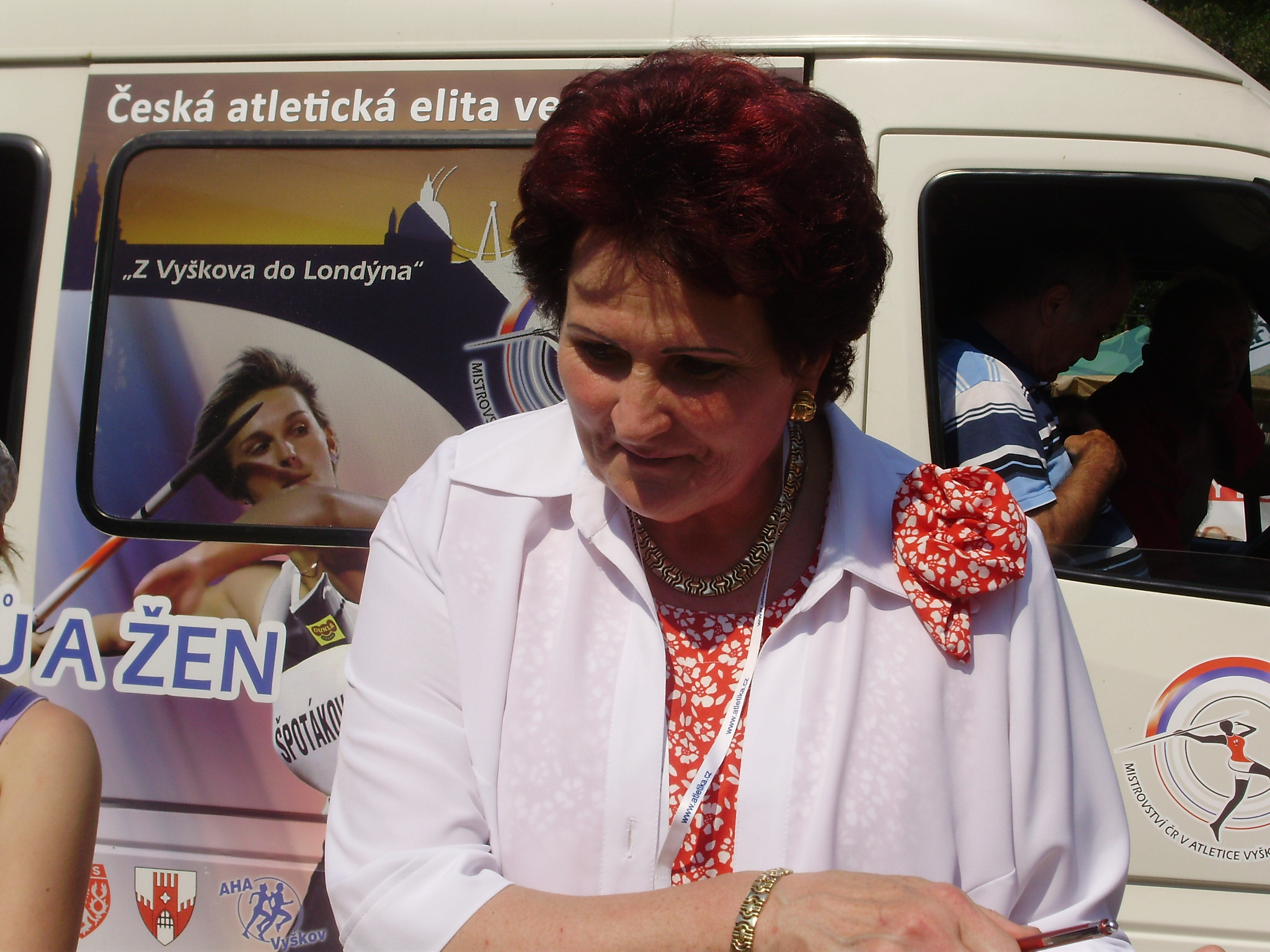
Helena Fibingerová (hier im Jahr 2012) – am Beginn einer äußerst erfolgreichen internationalen Karriere – kam auf einen zehnten Platz in diesem Finale

## Videolinks
- EUROPEAN ATHLETICS 1969 ATHENS WOMEN SHOT PUT SILVER GUMMEL GOLD TCHIZOVA, youtube.com, abgerufen am 24. Juli 2022
- European Athletics Finals (1969), Bereich: 0:06 min bis 0:15 min, youtube.com, abgerufen am 24. Juli 2022